# 두프니차

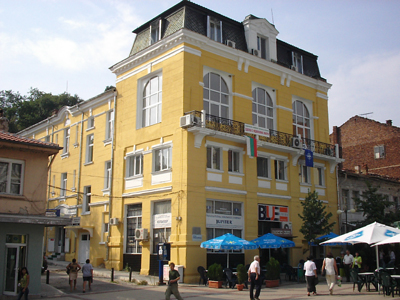
두프니차 중심부

두프니차(불가리아어: Дупница)는 불가리아 서부에 위치한 큐스텐딜주의 도시로, 인구는 43,791명(2005년 9월 13일 기준), 높이는 535m이다. 소피아(불가리아의 수도)에서 남쪽으로 65km 정도 떨어진 곳에 위치한다.
고대부터 사람이 살았고 토비니차(Тобиница / Tobinitsa), 두플라(Доупла / Doupla), 더브니차(Дъбница / Dabnitsa)라는 이름으로 등장했다. 1878년 불가리아가 오스만 제국의 지배로부터 해방되면서 두프니차(Дупница / Dupnitsa)라는 이름으로 바뀌게 된다. 1948년 스탄케디미트로프(Станке Димитров / Stanke Dimitrov)로 변경되었으며 1949년 당시에는 한때 도시 이름이 마레크(Марек / Marek)로 바뀌기도 했다. 1950년 다시 스탄케디미트로프로 변경되었고 1989년 민주화와 함께 옛 이름인 두프니차로 환원되었다.

## 자매 도시
- 러시아 브랸스크
- 이탈리아 Lucera

시 문장